# Дискография Flyleaf
Эта статья содержит полный перечень творчества группы Flyleaf.

## Студийные альбомы
| Год  | Название и детали                                                  | Примечание                                                                      |
| ---- | ------------------------------------------------------------------ | ------------------------------------------------------------------------------- |
| 2005 | Flyleaf - дата: 4 октября - лейбл: Octone Records                  | - Платиновый - Переиздан 3 Октября 2007 с добавлением дополнительных материалов |
| 2009 | Memento Mori - дата выхода: 27 октября - лейбл: A&M/Octone         |                                                                                 |
| 2012 | New Horizons - дата выхода: 30 октября - лейбл: A&M/Octone         |                                                                                 |
| 2014 | Between The Stars - дата выхода: 16 сентября - лейбл: Loud & Proud |                                                                                 |

## Мини-альбомы
| Год  | Название и детали                                                        | Примечание                              |
| ---- | ------------------------------------------------------------------------ | --------------------------------------- |
| 2002 | Broken Wings (Special Edition) - дата: неизвестно - лейбл: неизвестно    | - Выпущен под названием группы Passerby |
| 2003 | Passerby (EP) - дата: неизвестно - лейбл: неизвестно                     | - Выпущен под названием группы Passerby |
| 2003 | Broken Wings (EP) - дата: неизвестно - лейбл: неизвестно                 | - Выпущен под названием группы Passerby |
| 2004 | Flyleaf (EP) - дата: 26 Октября - лейбл: Octone Records                  | - Четырёх-трековый релиз                |
| 2005 | Flyleaf (EP) - дата: 31 Мая - лейбл: Octone Records                      | - Шести-трековый релиз                  |
| 2006 | Music as a Weapon (EP) - дата: Ноябрь - лейбл: Octone Records, J Records |                                         |
| 2007 | Much Like Falling (EP) - дата: 30 Октября - лейбл: Octone Records        |                                         |
| 2010 | Remember to Live (EP) - дата: 7 Декабря - лейбл: Octone Records          |                                         |